# Nieuil-l'Espoir

Nieuil-l'Espoir este o comună în departamentul Vienne, Franța. În 2017 avea o populație de 2,718 de locuitori.